# Saint-Auban-d'Oze
Pour les articles homonymes, voir Saint-Auban (homonymie).
Saint-Auban-d'Oze est une commune française située dans le département des Hautes-Alpes, en région Provence-Alpes-Côte d'Azur.

## Géographie
Située au cœur des montagnes des Hautes-Alpes, cette commune est la seule de la région Provence-Alpes-Côte d'Azur à n'être touchée ni par le risque d'incendie, le risque de mouvement de terrain, le risque d'avalanche et par le risque d’inondation. Son positionnement idéal peut expliquer son regain de population durant ces dernières années.

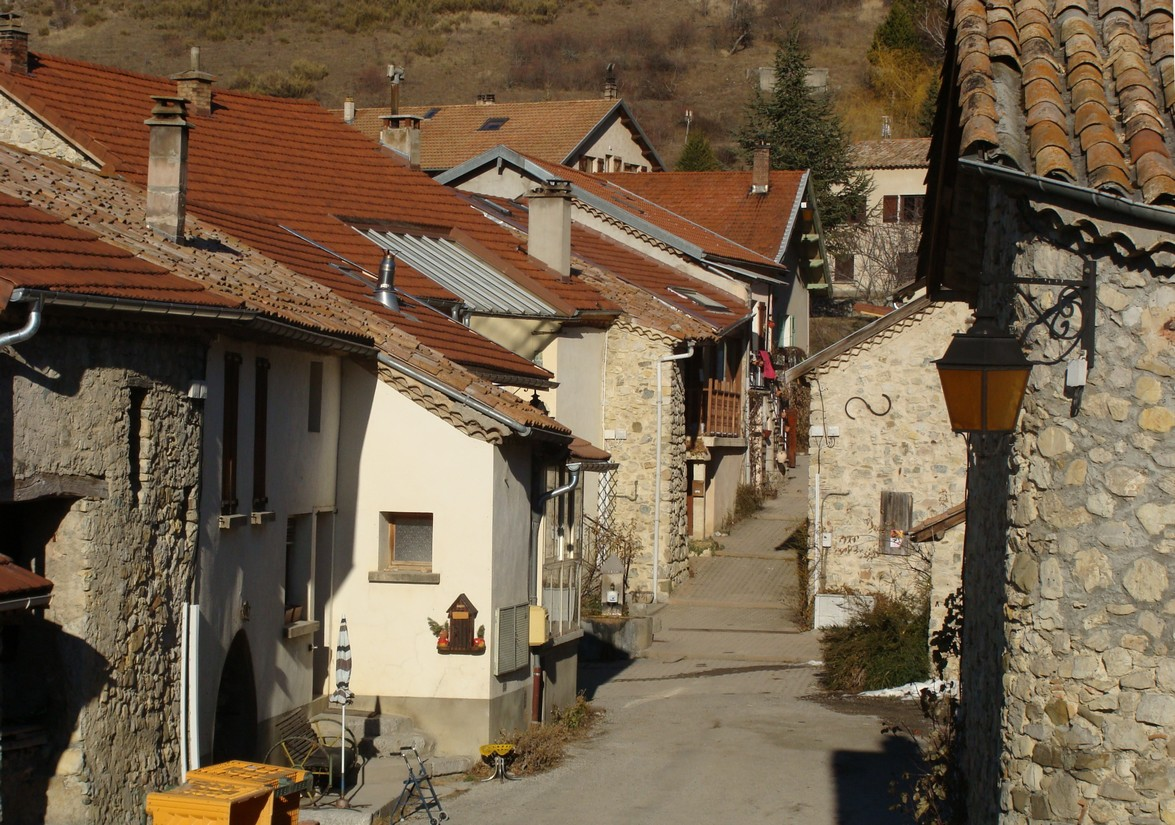
Vue du village de Saint-Auban-d'Oze.

### Climat
Pour des articles plus généraux, voir Climat de Provence-Alpes-Côte d'Azur et Climat des Hautes-Alpes.
En 2010, le climat de la commune est de type climat de montagne, selon une étude du Centre national de la recherche scientifique s'appuyant sur une série de données couvrant la période 1971-2000. En 2020, Météo-France publie une typologie des climats de la France métropolitaine dans laquelle la commune est exposée à un climat de montagne ou de marges de montagne et est dans la région climatique Alpes du sud, caractérisée par une pluviométrie annuelle de 850 à 1 000 mm, minimale en été.
Pour la période 1971-2000, la température annuelle moyenne est de 8,7 °C, avec une amplitude thermique annuelle de 16,7 °C. Le cumul annuel moyen de précipitations est de 1 022 mm, avec 7,8 jours de précipitations en janvier et 5,4 jours en juillet. Pour la période 1991-2020, la température moyenne annuelle observée sur la station météorologique de Météo-France la plus proche, « Le Saix », sur la commune du Saix à 3 km à vol d'oiseau, est de 10,2 °C et le cumul annuel moyen de précipitations est de 865,4 mm. 
La température maximale relevée sur cette station est de 39,3 °C, atteinte le 23 août 2023 ; la température minimale est de −19 °C, atteinte le 7 février 2012,,.
Les paramètres climatiques de la commune ont été estimés pour le milieu du siècle (2041-2070) selon différents scénarios d'émission de gaz à effet de serre à partir des nouvelles projections climatiques de référence DRIAS-2020. Ils sont consultables sur un site dédié publié par Météo-France en novembre 2022.

## Urbanisme

### Typologie
Au 1er janvier 2024, Saint-Auban-d'Oze est catégorisée commune rurale à habitat dispersé, selon la nouvelle grille communale de densité à 7 niveaux définie par l'Insee en 2022.
Elle est située hors unité urbaine. Par ailleurs la commune fait partie de l'aire d'attraction de Gap, dont elle est une commune de la couronne,. Cette aire, qui regroupe 73 communes, est catégorisée dans les aires de 50 000 à moins de 200 000 habitants,.

### Occupation des sols
L'occupation des sols de la commune, telle qu'elle ressort de la base de données européenne d’occupation biophysique des sols Corine Land Cover (CLC), est marquée par l'importance des forêts et milieux semi-naturels (86,5 % en 2018), en augmentation par rapport à 1990 (84,3 %). La répartition détaillée en 2018 est la suivante : 
forêts (44,5 %), milieux à végétation arbustive et/ou herbacée (26,9 %), espaces ouverts, sans ou avec peu de végétation (15,1 %), zones agricoles hétérogènes (9,8 %), cultures permanentes (3,7 %).
L'évolution de l’occupation des sols de la commune et de ses infrastructures peut être observée sur les différentes représentations cartographiques du territoire : la carte de Cassini (XVIIIe siècle), la carte d'état-major (1820-1866) et les cartes ou photos aériennes de l'IGN pour la période actuelle (1950 à aujourd'hui).

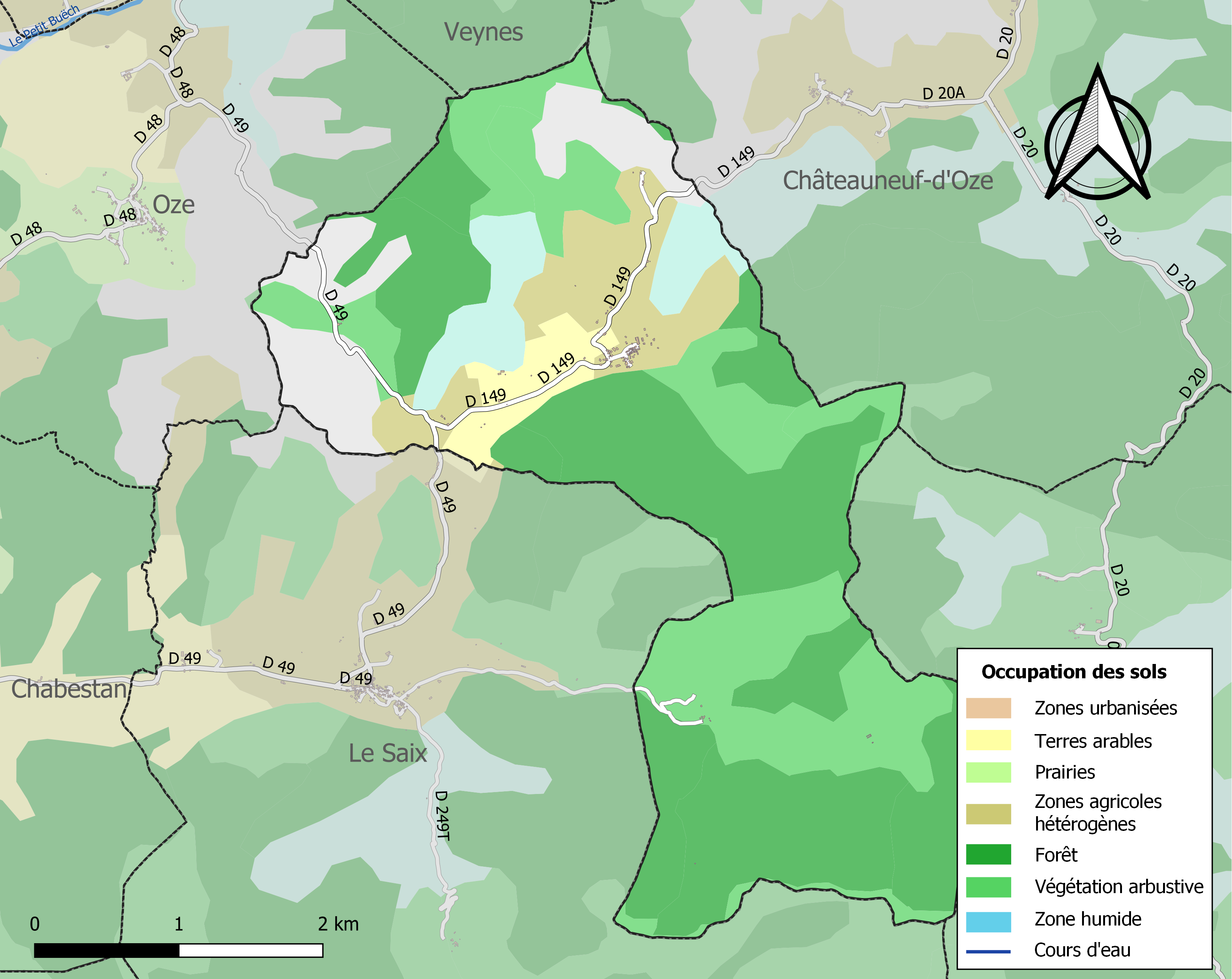
Carte de l'occupation des sols de la commune en 2018 (CLC).

## Toponymie
Le nom de la localité est attesté sous la forme latine Sanctus Albanus parrochie Oze en 1525.
La paroisse fut placée sous la protection d'Alban de Mayence, martyrisé pour sa foi à Mayence au tout début du Ve siècle.
Sant Auban d'Auze en occitan.

## Histoire
Jusqu'en 2014, la commune appartenait au canton de Veynes. À la suite du redécoupage cantonal de 2014, elle a été transférée dans le canton de Serres.

## Économie
L'économie du village est essentiellement basée sur l'agriculture fruitière et l'agriculture d'élevage. Il s'agit de toutes petites exploitations agricoles familiales qui ont du mal à perdurer face à la concurrence et aux marges des grossistes.
L'activité de tourisme n'y est que très peu développée, deux gîtes ruraux et quelques maisons louées, et est essentiellement estivale.

## Politique et administration
| Période                                  | Période  | Identité             | Étiquette | Qualité                                                   |
| ---------------------------------------- | -------- | -------------------- | --------- | --------------------------------------------------------- |
| Les données manquantes sont à compléter. |          |                      |           |                                                           |
| avant 1988                               | ?        | Max Illy             |           |                                                           |
| avant 1995                               | 2014     | Jean-Claude Salles   | DVG       |                                                           |
| avril 2014                               | En cours | Jean-Marie Gueyraud, |           | Profession intermédiaire de la santé et du travail social |

À l'élection présidentielle de 2012, lors du premier tour, cette commune a réalisé le score le plus élevé de France en faveur de Nathalie Arthaud avec 22,03 % des voix exprimées.

## Population et société

### Démographie
L'évolution du nombre d'habitants est connue à travers les recensements de la population effectués dans la commune depuis 1793. Pour les communes de moins de 10 000 habitants, une enquête de recensement portant sur toute la population est réalisée tous les cinq ans, les populations de référence des années intermédiaires étant quant à elles estimées par interpolation ou extrapolation. Pour la commune, le premier recensement exhaustif entrant dans le cadre du nouveau dispositif a été réalisé en 2005.

En 2022, la commune comptait 75 habitants, en évolution de −14,77 % par rapport à 2016 (Hautes-Alpes : +0,4 %, France hors Mayotte : +2,11 %).
| 1793 | 1800 | 1806 | 1821 | 1831 | 1836 | 1841 | 1846 | 1851 |
| ---- | ---- | ---- | ---- | ---- | ---- | ---- | ---- | ---- |
| 189  | 170  | 204  | 193  | 197  | 198  | 201  | 194  | 194  |

| 1856 | 1861 | 1866 | 1872 | 1876 | 1881 | 1886 | 1891 | 1896 |
| ---- | ---- | ---- | ---- | ---- | ---- | ---- | ---- | ---- |
| 177  | 162  | 163  | 145  | 118  | 120  | 123  | 108  | 111  |

| 1901 | 1906 | 1911 | 1921 | 1926 | 1931 | 1936 | 1946 | 1954 |
| ---- | ---- | ---- | ---- | ---- | ---- | ---- | ---- | ---- |
| 109  | 113  | 112  | 95   | 86   | 86   | 93   | 86   | 69   |

| 1962 | 1968 | 1975 | 1982 | 1990 | 1999 | 2005 | 2006 | 2010 |
| ---- | ---- | ---- | ---- | ---- | ---- | ---- | ---- | ---- |
| 57   | 52   | 40   | 59   | 64   | 67   | 68   | 67   | 71   |

| 2015 | 2020 | 2022 | - | - | - | - | - | - |
| ---- | ---- | ---- | - | - | - | - | - | - |
| 84   | 77   | 75   | - | - | - | - | - | - |

## Culture locale et patrimoine

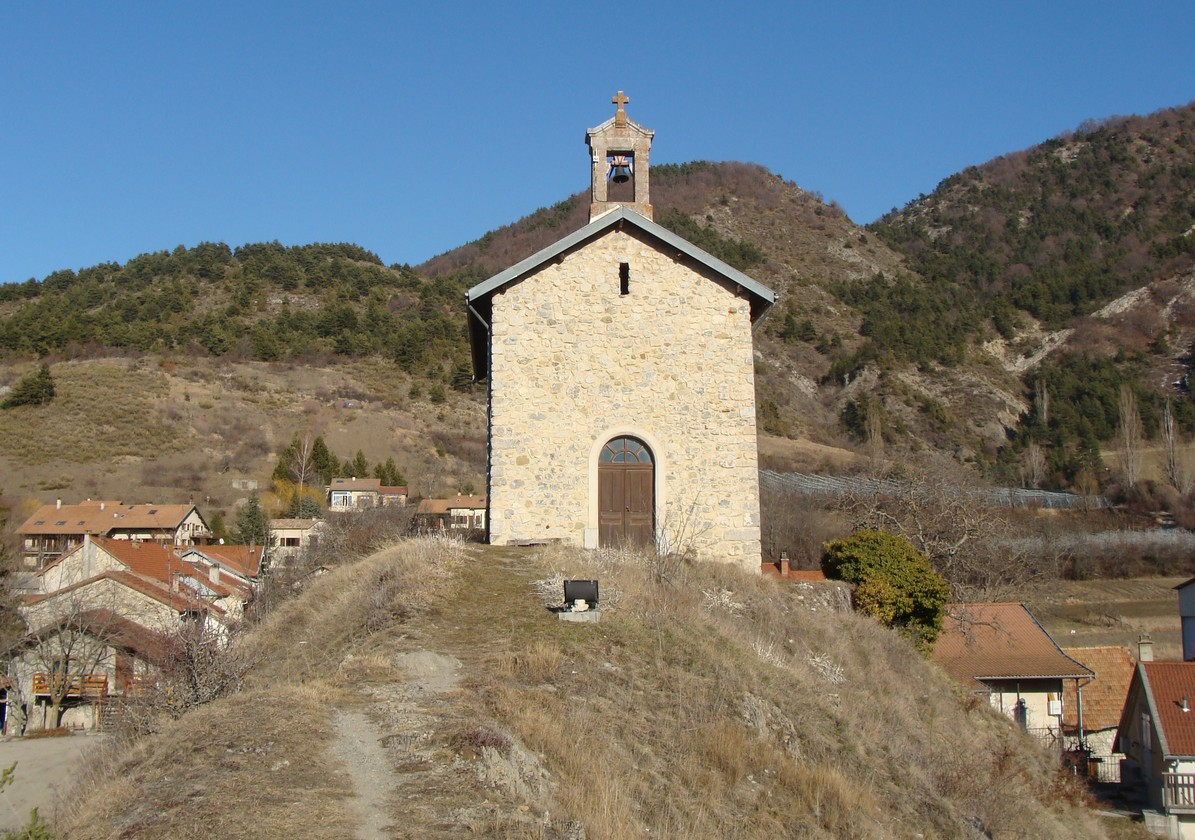
L'église sur son tertre, dominant le village.

### Lieux et monuments
- Une petite église Saint-Alban de Saint-Auban-d'Oze, en pierre apparente, domine le village sur le tertre du Serre. Cette église a été reconstruite au XIXe siècle sur l'emplacement d'une petite chapelle qui constitue maintenant le cœur de l'édifice.
- Non loin du hameau de Villauret, on trouve une abbaye du XIIe siècle en ruine, l'abbaye de Clausonne.

Plusieurs montagnes entourent le village, offrant une activité touristique et sportive.